# Ludwig von Bothmer (Offizier, 1817)
Ludwig Friedrich Ernst von Bothmer (* 3. März 1817 in Nienburg/Weser; † 23. September 1873 in Köln) war ein preußischer Generalleutnant und Gouverneur von Köln aus der Familie von Bothmer.

## Leben

### Herkunft
Er war der Sohn des hannoverschen Generalmajors Ernst von Bothmer (1770–1849) und dessen Ehefrau Wilhelmine, geborene von Mansberg (1781–1838).

### Militärkarriere
Bothmer besuchte das Gymnasium in Bückeburg, war anschließend Kadett im Garde-Jägerbataillon der Hannoverschen Armee und stieg am 27. Mai 1865 zum Generalmajor auf. Während des Krieges gegen Preußen führte Bothmer die 4. Infanterie-Brigade in der Schlacht bei Langensalza. Trotz des Sieges kapitulierte die Armee zwei Tage später und das Königreich wurde durch Preußen annektiert. Bothmer schied daraufhin aus hannoverschen Diensten und wurde am 9. März 1867 als Generalmajor mit Patent vom 26. November 1865 in der Preußischen Armee angestellt. Zunächst war er bei der 20. Division tätig und erhielt am 10. August 1867 das Kommando der 12. Infanterie-Brigade. Am 18. Juli 1870 folgte seine Ernennung zum Truppenkommandant in Köln mit den Kompetenzen eines Divisionskommandeurs sowie acht Tage später die Beförderung zum Generalleutnant.
Zu Beginn des Krieges gegen Frankreich wurde er am 22. August 1870 zum Kommandeur eines Detachements zur Einschließung von Thionville ernannt. Vom 30. September 1870 bis zum 29. März 1873 hatte er das Kommando über die 13. Division.

### Familie
Bothmer heiratete am 24. Februar 1859 in Hildesheim Louise Leue (1837–1922). Sie war die Tochter des hannoverschen Regierungsrats Friedrich Leue und der Auguste von dem Knesebeck. Aus der Ehe gingen fünf Kinder hervor.
Bothmer starb am 23. September 1873 im Alter von 56 Jahren und wurde auf dem Kölner Melaten-Friedhof beerdigt. Neben ihm wurde seine vier Tage später verstorbene Schwiegermutter Auguste beigesetzt.